# Dijagram cjevovoda i instrumentacije
Dijagram cjevovoda i instrumentacije (eng. Piping and Instrumentation Diagram ili P&ID) je dijagram ili nacrt koji se koristi u procesnoj industriji, a prikazuje procesne tokove i pripadajuća osjetila, mjerne pretvornike, te izvršne sprave (aktuatore). Dijagramom cjevovoda i instrumentacije se imenuju sve osjetila, pretvornici i izvršne sprave, ali i dodatna svojstva za njihovo određivanje. U dijagramu cjevovoda i instrumentacije može se naći:
- instrumentacija i njene oznake;
- strojarska oprema i njene oznake;
- procesni cjevovod, veličina i njene oznake;
- svi ventili i njihove oznake;
- ostala oprema cjevovoda: odljevi, posebni priključci, promjena promjera cjevovoda (redukcija), toplinska izolacija i drugo;
- početni cjevovod za ispitivanje vodom (s tlakom ili bez);
- smjer protoka fluida;
- ulazne i izlazne veličine automatske regulacija;
- računalni sustav upravljanja i drugo.[1]

## Standardne oznake
Na osnovu standarda ANSI/ISA S5.1 i ISO 14617-6, dijagram cjevovoda i instrumentacije se koristi za označavanje mjernih veličina u industrijskom procesu. Oznake se sastoje od 5 slova prikazanih u tablici:
| Slovo | Stubac 1 (Mjerna veličina)                   | Stubac 2 (Poveznica) | Stubac 3 (Očitanje/Pasivno djelovanje) | Stubac 4 (Izlaz/Aktivno djelovanje)  | Stubac 5 (Zavisna poveznica) |
| A     | Analizator                                   |                      | Alarm                                  |                                      |                              |
| B     | Gorionik, izgaranje                          |                      | Izbor korisnika                        | Izbor korisnika                      | Izbor korisnika              |
| C     | Izbor korisnika (obično provodljivost)       |                      |                                        | Upravljanje                          | Zatvoreno                    |
| D     | Izbor korisnika (obično gustoća)             | Razlika              |                                        |                                      | Odstupanje                   |
| E     | Napon                                        |                      | Davač                                  |                                      |                              |
| F     | Volumni protok                               | Odnos                |                                        |                                      |                              |
| G     | Izbor korisnika (obično procjena)            | Plin                 | Staklo/mjera/gledanje                  |                                      |                              |
| H     | Ruka                                         |                      |                                        |                                      | Visoko                       |
| I     | Električna struja                            |                      | Prikaz                                 |                                      |                              |
| J     | Snaga                                        | Pretraživanje        |                                        |                                      |                              |
| K     | Vrijeme, raspored                            | Vrijeme promjene     |                                        | Upravljačka jedinica                 |                              |
| L     | Razina                                       |                      | Osvjetljenje                           |                                      | Nisko                        |
| M     | Izbor korisnika                              |                      |                                        |                                      | Srednje                      |
| N     | Izbor korisnika (obično moment sile)         |                      | Izbor korisnika                        | Izbor korisnika                      | Izbor korisnika              |
| O     | Izbor korisnika                              |                      | Otvor                                  |                                      | Otvoreno                     |
| P     | Tlak                                         |                      | Točka/veza ispitivanja                 |                                      |                              |
| Q     | Količina                                     | Sabirati/uključiti   | Sabirati/uključiti                     |                                      |                              |
| R     | Zračenje (ionizirajuće ili elektromagnetsko) |                      | Snimak                                 |                                      | Pokretanje                   |
| S     | Brzina, frekvencija                          | Sigurnost            |                                        | Prekidač                             | Zaustavljanje                |
| T     | Temperatura                                  |                      |                                        | Prijenos                             |                              |
| U     | Višestruko promjenjiva                       |                      | Višestruko zavisna                     | Višestruko zavisna                   |                              |
| V     | Vibracije, mehanička analiza                 |                      |                                        | Ventil ili prigušnica                |                              |
| W     | Težina, sila                                 |                      | Osjetilo ili davač                     |                                      |                              |
| X     | Izbor korisnika (obično isključni ventili)   | X-os                 | Pomoćna oprema, neodređeno             | Neodređeno                           | Neodređeno                   |
| Y     | Događaj, stanje, prisustvo                   | Y-os                 |                                        | Pomoćna oprema                       |                              |
| Z     | Položaj, mjera                               | Z-os                 |                                        | Pogon ili neodređeni upravljački dio |                              |

Za bilo koju opremu u proizvodnom sustavu može se koristiti standard IEC 61346 (eng. Industrial systems, installations and equipment and industrial products — Structuring principles and reference designations). Za zavisnost Mjerenje oznaka B se koristi, uz ostale oznake u tablici.

## Oznake opreme i uređaja
U tablici su prikazane neke oznake opreme i uređaja koje se uobičajeno koriste u dijagramu cjevovoda i instrumentacije, u skladu sa standardima DIN 30600 i ISO 14617.
|  | cijev                              |  | toplinsko izolirana cijev                |  | cijev u cijevi                   |  | hlađena ili grijana cijev    |
|  | spremnik u ljusci s mješalicom     |  | spremnik s mješalicom u cjevastoj ljusci |  | vodoravni tlačni spremnik        |  | vertikalni tlačni spremnik   |
|  | crpka                              |  | vakuumska crpka ili kompresor            |  | vreća                            |  | plin u boci                  |
|  | ventilator                         |  | aksijalni ventilator                     |  | radijalni ventilator             |  | sušilica                     |
|  | pakirana kolona                    |  | ladičasta kolona                         |  | peć                              |  | rashladni toranj             |
|  | izmjenjivač topline                |  | izmjenjivač topline                      |  | rashladnik                       |  | pločasti izmjenjivač topline |
|  | izmjenjivač topline cijev u cijevi |  | izmjenjivač topline cijev u plaštu       |  | izmjenjivač topline s U cijevima |  | spiralni izmjenjivač topline |
|  | pokriveni plinski odušnik          |  | zakrivljeni plinski odušnik              |  | filtar zraka                     |  | lijevak                      |
|  | parna zamka                        |  | staklo za gledanje                       |  | tlačni ventil                    |  | rastezljiva cijev            |
|  | ventil                             |  | upravljački ventil                       |  | ručni ventil                     |  | povratna prigušnica          |
|  | igličasti ventil                   |  | leptirasti ventil                        |  | membranski ventil                |  | kuglični ventil              |